# 山陵町
山陵町（みささぎちょう）は奈良県奈良市の町名。郵便番号631-0803。町の一部は平城宮跡特別保存地区、山陵特別保存地区、平城山風致地区に含まれている。

## 解説
地名の由来は、周辺に数多くの古墳があることから、古墳の別称である山陵との名がついた。
大正から昭和の不況期にかけては、粘土出し、もしくはツチモチと呼ばれる粘土を採取して瓦屋に運搬する仕事が盛んに行われた。

## 交通
- 近鉄平城駅
- 奈良交通東大寺学園停留所

## 施設
- 奈良大学
- 東大寺学園中学校・高等学校
- 関西文化芸術学院
- 平城駅
- 佐紀陵山古墳
- 佐紀石塚山古墳
- 佐紀高塚古墳
- 五社神古墳